# Héctor Rivera (actor argentino)
Héctor Rivera (n. Buenos Aires, Argentina; 1920 - Floresta, Buenos Aires; 1971) fue un actor cómico argentino.

## Carrera
Rivera fue un destacado actor de reparto que tuvo importantes roles en algunos films durante la época de oro cinematográfica argentina. Trabajó con grandes estrellas como Niní Marshall, Carlos Estrada, Pepe Iglesias, Beatriz Taibo, Julio de Grazia, Ethel Rojo, Violeta Antier, Iris Marga, Gloria Ferrandiz, Alba Solís, Graciela Borges, entre otras. Su papel más recordado lo logró en la película de Fernando Ayala, El jefe con Alberto de Mendoza, Duilio Marzio y Emilio Alfaro en 1958.
En televisión alcanzó a tener su propio programa conducido en 1954 y que llevaba su nombre donde pudo mostrar su amplia galería de personajes. También animó junto a Fidel Pintos, Héctor Artola y Lina Maryam, un programa cómico titulado ¡Viva contentos! en 1962 y por Canal 7.
Dueño de una enorme simpatía y de esa complicidad tácita e inmediata con el espectador requerida para la cortina en numerosos teatros de revistas, fue notable su participación en la obra Un tranvía llamado Deseo de 1952, encabezada por Mecha Ortiz, Carlos Cores, Aída Luz, Fernando Siro, Alberto de Mendoza, Doris Bertrán, Adolfo Linvel, entre otros.
Desde 1957 hasta 1960 trabajó en un programa cómico radial emitido por Radio Belgrano y auspiciado por jabón de tocador "Manuelita", junto a Nelly Láinez y Alberto Olmedo titulado Casino de la alegría. En él encarnaba al popular y porteño "Pajarito Peña".
Falleció tras una larga dolencia en Buenos Aires en 1971

## Filmografía
- 1955: Pobre pero honrado
- 1956: Catita es una dama
- 1956: Estrellas de Buenos Aires
- 1958: El jefe
- 1958: El ángel de España
- 1959: El candidato[5]
- 1960: Sábado a la noche, cine[6]

## Teatro
- Se dio Juego de Desnudos!!! (1954), en el Teatro Argentino con José Marrone, Azucena Maizani, Juanita Martínez, Vicente Formi, Lely Morel, Dorita Acosta, Irene de Indart e Andina.
- ¡La Revista Alegre! (1954).
- Si yo fuera presidente (1956), junto a Marcos Caplán, Nélida Roca, Don Pelele, Tato Bores, Roberto García Ramos, Nené Cao, Tito Lusiardo y Pepe Arias. Estrenada en el Teatro El Nacional.
- De la 1° a la 3° Fundación de Buenos Aires (1957).
- ¡Bombas en el Maipo! (1957).
- ¡Constituyentes...Pan y Vino! (1957).
- ¡Cada loco con su ilusión (1958).
- No aflojes, Arturo (1958).
- ¡La que le espera, excelencia..! (1958).
- ¡Si me dejan estudiar "Io" todo lo voy a arreglar! (1958).
- ¡Esto es Maiporama! (1959), con José Marrone, Juanita Martínez, Egle Martin, Vicente Rubino, Rafael Carret, Vicente La Russa, Eber Lobato e Hilda Mayo.
- ¿Quo Vadis Arturo? (1959).
- ¿Quien dijo que falta carne? (1959), junto a la "Compañía Argentina de Grandes Revistas" con Ethel Rojo, Pedro Quartucci, Nina Marqui, Jesús Gómez, Mary Marcel y Don Pelele.
- Mi bella revista (1962), con Juan Verdaguer, Alfredo Barbieri, Rafael Carret y Ámbar La Fox.
- ¡La vuelta al mundo en elefante! (1962).
- Y Buenos Aires... Azul quedó! (1962).
- Chin chin... verano y soda (1965)